# Paul Lotman
Paul Michael Lotman (ur. 3 listopada 1985) – amerykański siatkarz, gra na pozycji przyjmującego. Od sezonu 2011/2012 do sezonu 2014/2015 grał w Asseco Resovii. Obecnie występuje w indyjskiej drużynie Calicut Heroes.
W reprezentacji narodowej rozegrał 150 spotkań.

## Życie prywatne
W sierpniu 2011 ożenił się z Jasmine.

## Sukcesy reprezentacyjne
Letnia Uniwersjada:
- 2007

Puchar Panamerykański:
- 2008

Liga Światowa:
- 2014
- 2015

Puchar Świata:
- 2015

## Sukcesy klubowe
Puchar CEV:
- 2016
- 2012

Mistrzostwo Polski:
- 2012, 2013, 2015
- 2014

Superpuchar Polski:
- 2013

Liga Mistrzów:
- 2015

Puchar Niemiec:
- 2016

Mistrzostwo Niemiec:
- 2016